# شادغان (كوهمرة خامي)
شادغان (بالفارسية: شادگان) هي مستوطنة تقع في إيران في قسم كوهمرة خامي الريفي. يقدر عدد سكانها بـ 20 نسمة بحسب إحصاء 2016.